# Aulacaspis trifolium
Aulacaspis trifolium är en insektsart som beskrevs av Sadao Takagi 1961. Aulacaspis trifolium ingår i släktet Aulacaspis och familjen pansarsköldlöss. Inga underarter finns listade i Catalogue of Life.